# Óli Breckmann
Óli Breckmann (Tórshavn, 1948. március 30.) feröeri tanár, szerkesztő és politikus, a Fólkaflokkurin tagja.

## Pályafutása
Az Edinburgh-i Egyetemen mesterfokozatot szerzett angol nyelvből, a Bristoli Egyetemen pedig BSc diplomát társadalom- és gazdaságtörténet szakon. Főiskolai tanárként dolgozott, illetve a jobboldali irányultságú Dagblaðið szerkesztője volt 1975-1991-ig, majd 1998-2002-ig.
A Løgtingben 1974 óta képviseli a néppártot, amelynek 1995-2004 között frakcióvezetője is volt. 2004 után a parlament póttagjává választották, de a teljes ciklusban képviselő lett Bjarni Djurholm helyett. 2008-ban nagy visszhangot keltett, hogy jóllehet nagy nevei a pártnak, egyikük sem szerzett saját jogon mandátumot. A szeptemberi kormányátalakítás után azonban Breckmann a miniszterré kinevezett Annika Olsen helyett ismét képviselő lett, és Djurholm is bekerült a parlamentbe Jacob Vestergaard helyett.
1984 és 2001 között a Folketingben is képviselő volt, ahol a Konzervatív Néppárt képviselőcsoportjához csatlakozott.
Breckmann markánsan Izrael-barát. Rasszizmus vádja is érte, amikor a muszlimokat „datolyaevő dzsihádistáknak” nevezte a Dagur & Vika élő adásában, ahol Høgni Hoydal és Jóannes Eidesgaard vitapartnere volt. A Kiotói jegyzőkönyv pedig szerinte „a legnagyobb csalás, amióta a katolikus egyház búcsúcédulákat adott el a feröerieknek”.
Jellegzetes szokása, hogy mindig csokornyakkendőt visel.

## Magánélete
Szülei Astrið és Ludvig Breckmann Tórshavnból. Feleségével, az argiri szrámazású Birna Breckmannal együtt Argirban él.

## Fordítás
- Ez a szócikk részben vagy egészben az Óli Breckmann című norvég Wikipédia-szócikk ezen változatának fordításán alapul.  Az eredeti cikk szerkesztőit annak laptörténete sorolja fel. Ez a jelzés csupán a megfogalmazás eredetét és a szerzői jogokat jelzi, nem szolgál a cikkben szereplő információk forrásmegjelöléseként.